# Хорнбек (Дания)

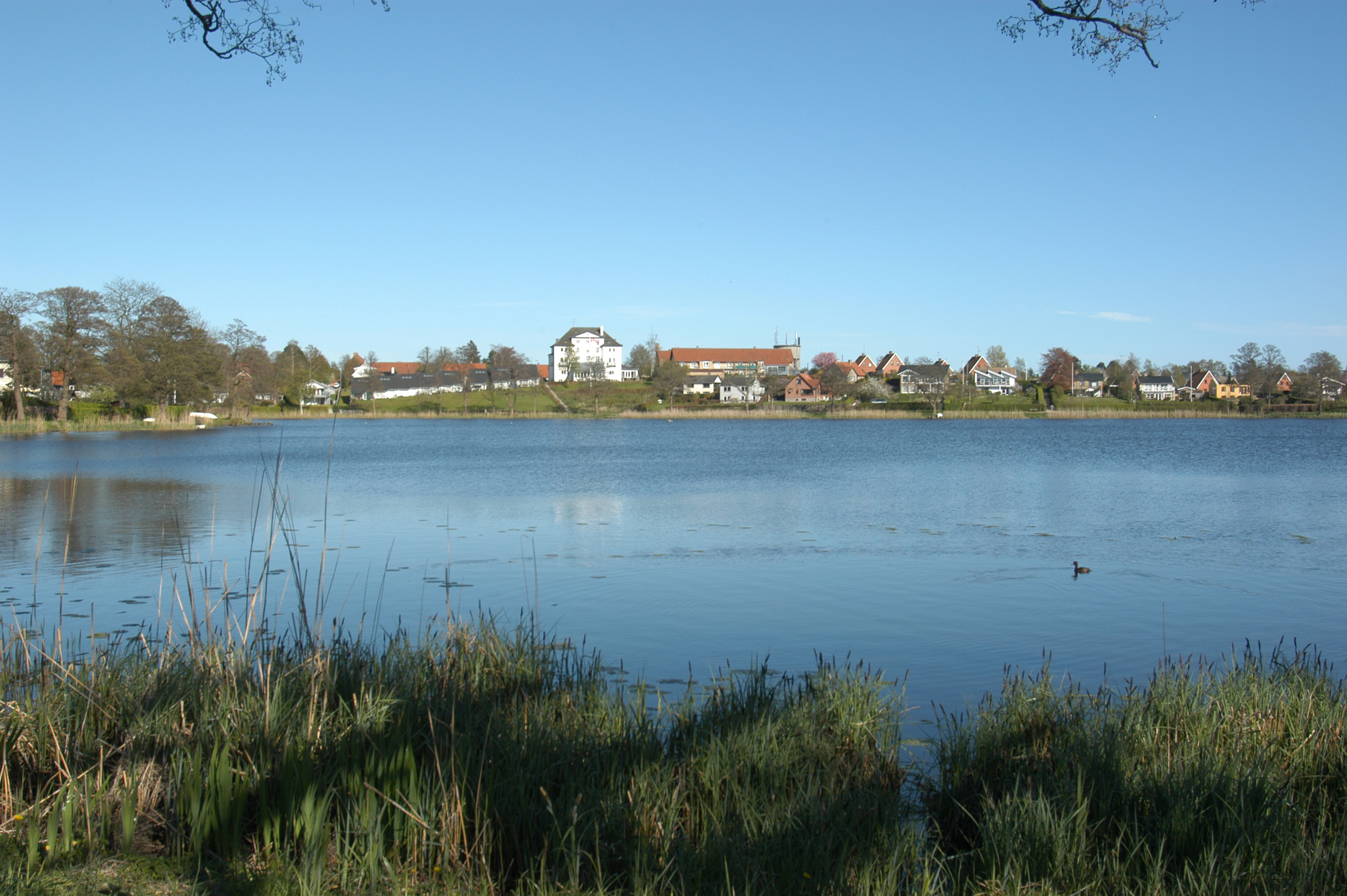
Вид на Хорнбек

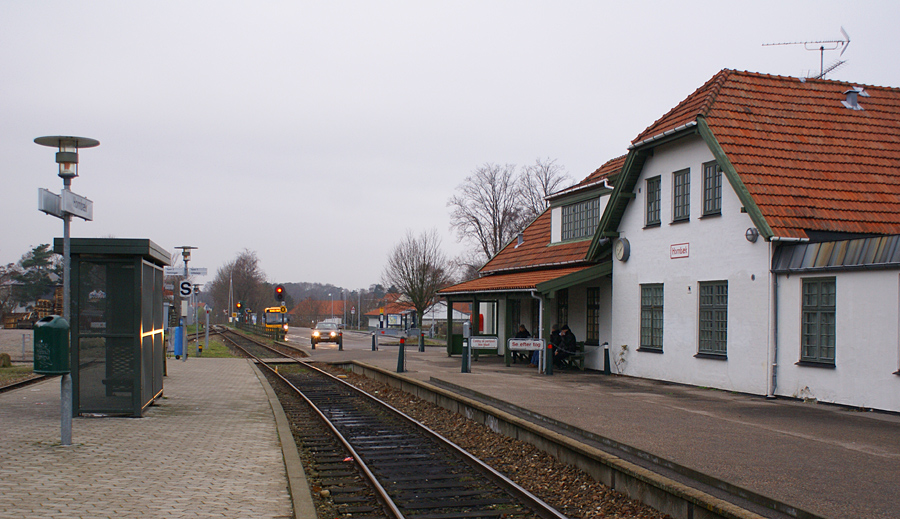
Вокзал в Хорнбеке

Хорнбек (дат. Hornbæk) — город и курорт в Дании.

## География
Городок Хорнбек находится в северной части датского острова Зеландия, на берегу пролива Эресунн. В административном отношении входит в коммуну Хельсингёр. Численность населения Хорнбека — 3581 человек (на 2008 год), однако в летние месяцы здесь останавливается до 35 000 отдыхающих. Железнодорожная линия связывает его с Хельсингёром. Хорнбек известен своими широкими песчаными пляжами, изящными, сдающимися на лето, домиками и старинным курортным отелем «Трувиль» (Trouville).

## История
Морской курорт Хорнбек развился в течение XIX века из небольшой рыбацкой деревушки. В 1870 году здесь жили и работали многие известные скандинавские художники из так называемой группы Скагенские художники — Кристиан Цартман, Вигго Юхансен, П. С. Крейер, Карл Лохер, Хольгер Драхман и другие.